# Transmeta
Transmeta Corporation — в минулому американська корпорація-творець передових мікропроцесорів і утримувач патентного портфоліо з мікропроцесорних технологій.

## Історія
Компанія була заснована в 1995 році спільно Бобом Чмелик, Дейвом Дітцель, Коліном Хантером, Едом Келлі, Дугом Лейердом, Малкольмом Вінг і Грегом Зайнером, з метою створення процесорів, заснованих на технологіях VLIW і морфінгу програмного коду.
Всього було створено два таких процесора: Crusoe і Efficeon. Низьке споживання енергії та мале виділення тепла дозволяє використовувати ці процесори в ультра-портативних ноутбуках, блейд-серверах, планшетних комп'ютерах, а також безшумних настільних ПК.
24 жовтня 2007 року компанія Transmeta оголосила про укладення мирової угоди щодо врегулювання свого позову проти корпорації Intel. Intel погодилася виплатити 150 мільйонів доларів США авансом і 20 мільйонів доларів США щорічно протягом п'яти років на користь Transmeta, а також відмовилася від своїх зустрічних позовів проти Transmeta. Transmeta також погодилася ліцензувати кілька своїх патентів і передати Intel невеликий портфель патентів в рамках угоди. Transmeta також погодилася більше ніколи не виробляти процесори, сумісні з x86. Одним з найболючіших моментів у судовому процесі з Intel була виплата приблизно 34 мільйонів доларів трьом керівникам Transmeta. Наприкінці 2008 року Intel та Transmeta досягли додаткової угоди про виплату по 20 мільйонів доларів на рік одноразово.
8 серпня 2008 року Transmeta оголосила, що надала ліцензію Nvidia на свої технології довготривалої роботи та низького енергоспоживання чіпів за одноразовий ліцензійний платіж у розмірі 25 мільйонів доларів США. 17 листопада Transmeta оголосила про підписання остаточної угоди про придбання Novafora, компанії з виробництва цифрових відеопроцесорів, що базується в Санта-Кларі, Каліфорнія, за $255,6 млн. готівкою, з урахуванням коригувань, що залежать від оборотного капіталу. Угода була завершена 28 січня 2009 року, коли Novafora оголосила про завершення придбання Transmeta.
ТОВ "Інтелектуальне венчурне фінансування" завершило придбання патентного портфеля, що раніше належав корпорації "Трансмета", 4 лютого 2009 року.
Через фінансові труднощі та неспроможність виконувати свої зобов'язання, Novafora збанкрутувала наприкінці липня 2009 року.